# LGBT保守主義
LGBT保守主義是一種社會政治運動，指促進LGBT權利的保守主義意識形態，也可以指持保守政治觀點的同性戀者。自1970年代LGBT權利運動興起以來，保守主義的LGBT權利支持者亦日益增加。但LGBT保守主義仍因各國家情況而有不同。